# Narancsszínű csészegomba
A narancsszínű csészegomba (Aleuria aurantia) a Pyronemataceae családba tartozó, az északi féltekén elterjedt, ehető gombafaj.

## Megjelenése
A narancsvörös csészegomba termőteste 2–6 cm átmérőjű csésze, amely ahogyan a gomba idősödik és növekedik egyre inkább szabálytalan formájú, összenyomott, hullámos, karéjos oldalú lesz. Alul néhány milliméteres fehér tönkje lehet, amely hiányozhat is. Külső felülete világos narancssárga színű, rajta fehéres lisztszerű, deres bevonattal. Belső, sima felületű oldala élénk narancsvörös vagy vörösessárga, esetleg sáfránysárga. Húsa fehéres, vékony, törékeny, ízetlen és szagtalan.
A gomba termőrétege a csésze belső, élénkebb színű oldalán található. Spórapora fehér, spórái 15-16 x 10 mikrométeresek, elliptikusak, felületük durván hálózatos, belül két olajcsepp található.

### Hasonló fajok
Összetéveszthető az ehető osztrák csészegombával (Sarcoscypha austriaca), amely belül piros színű; tél végén, kora tavasszal fordul elő és mindig korhadt fán nő.

## Elterjedése és termőhelye
Európában, Ázsiában és Észak-Amerikában honos. Magyarországon nem ritka.
Erdőkben, parkokban, bolygatott agyagos talajon, utak, farakások mellett lehet találkozni vele júniustól októberig. Legtöbbször csoportosan nő.
Ehető, bár nem túl ízletes gomba.

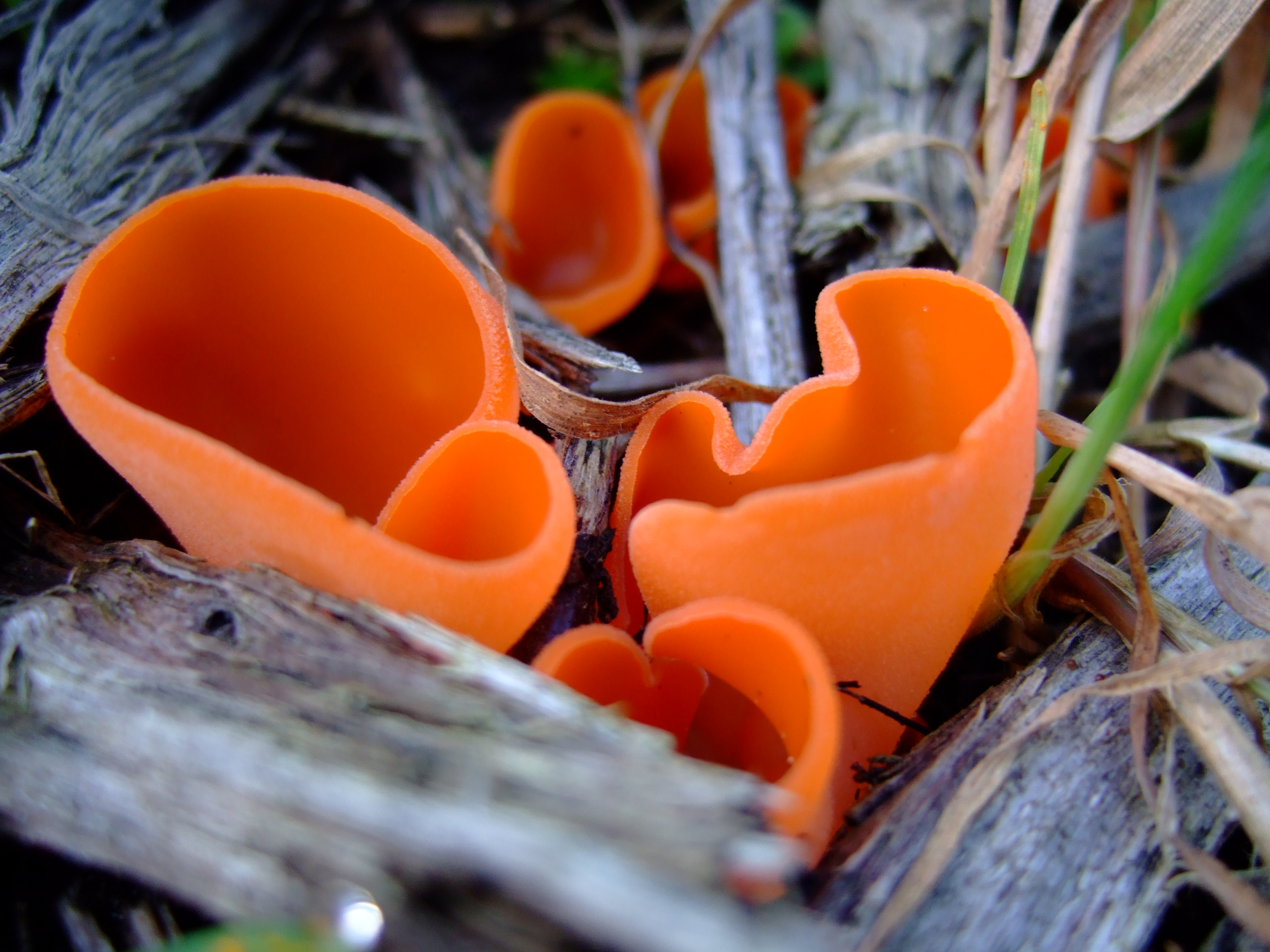
Fiatal csészegomba
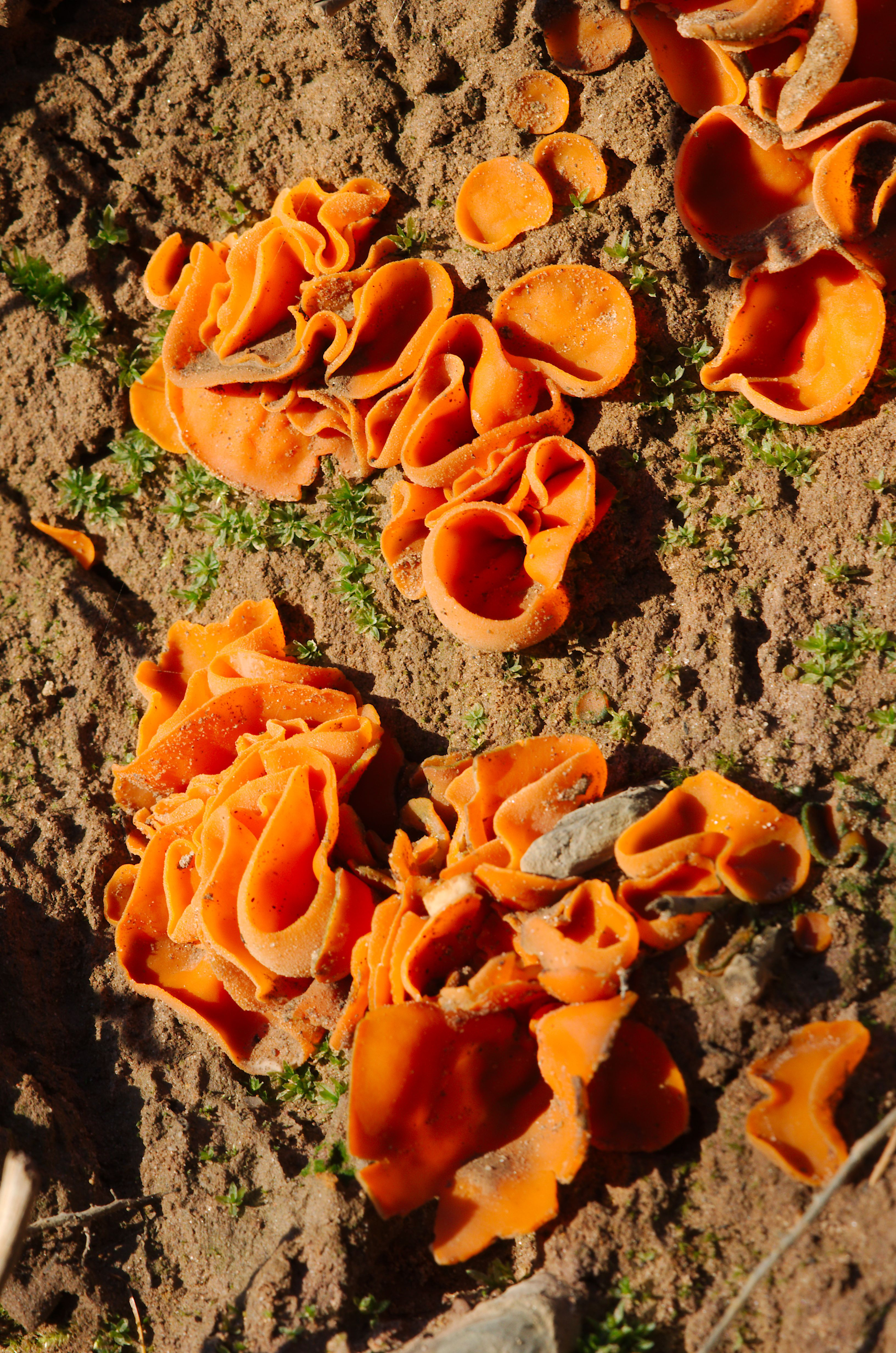
Tömegesen
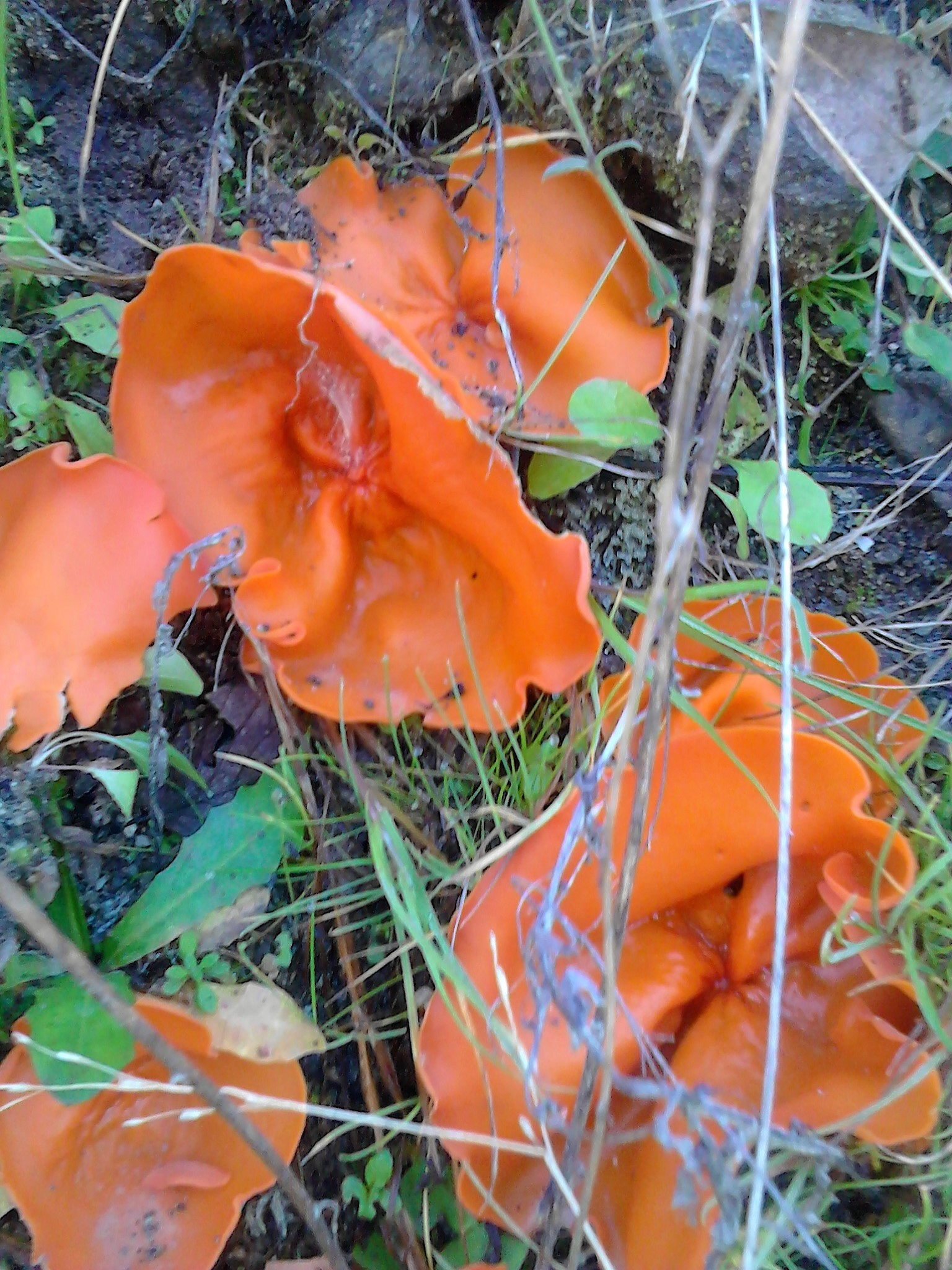
a természetes élőhelyén
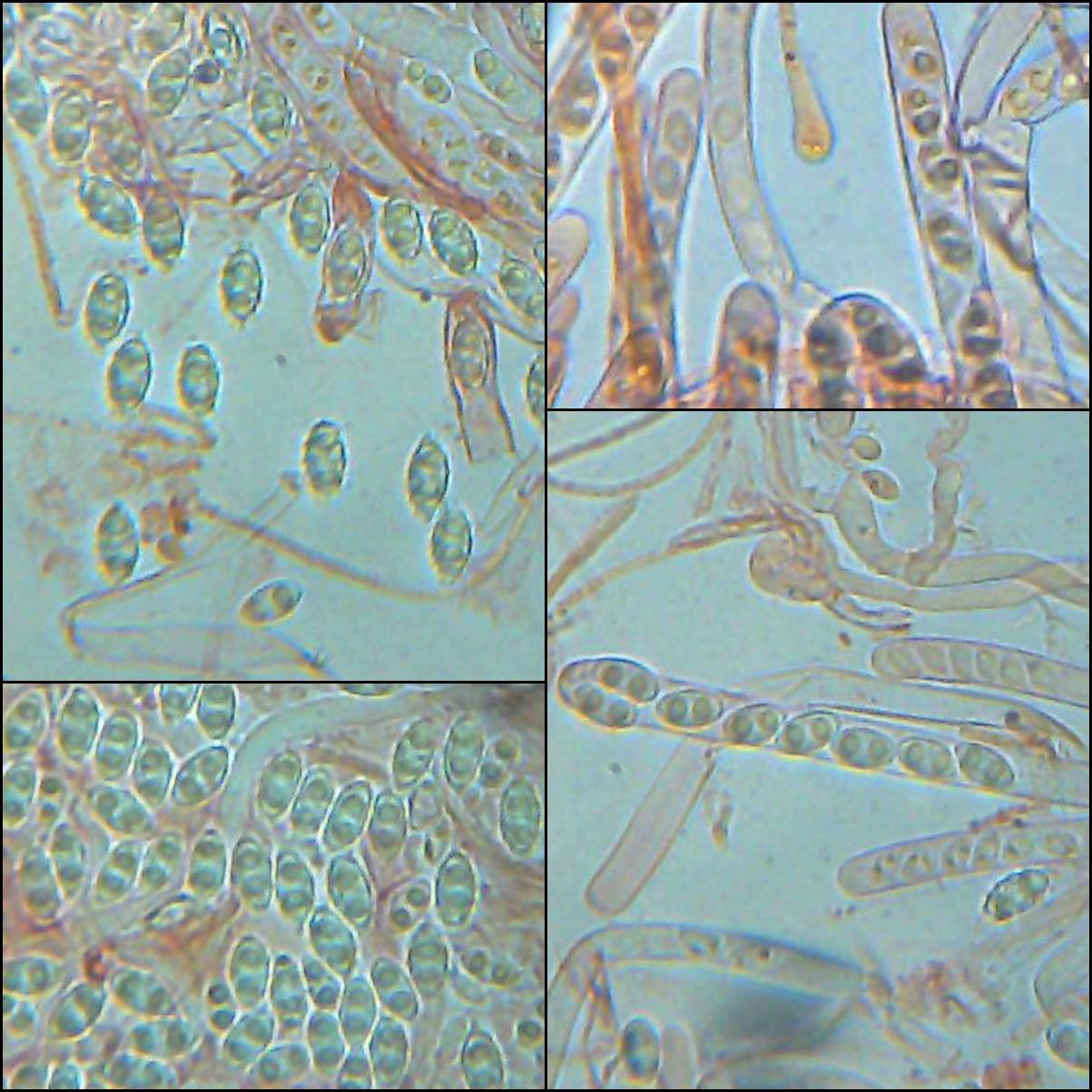
Spórái
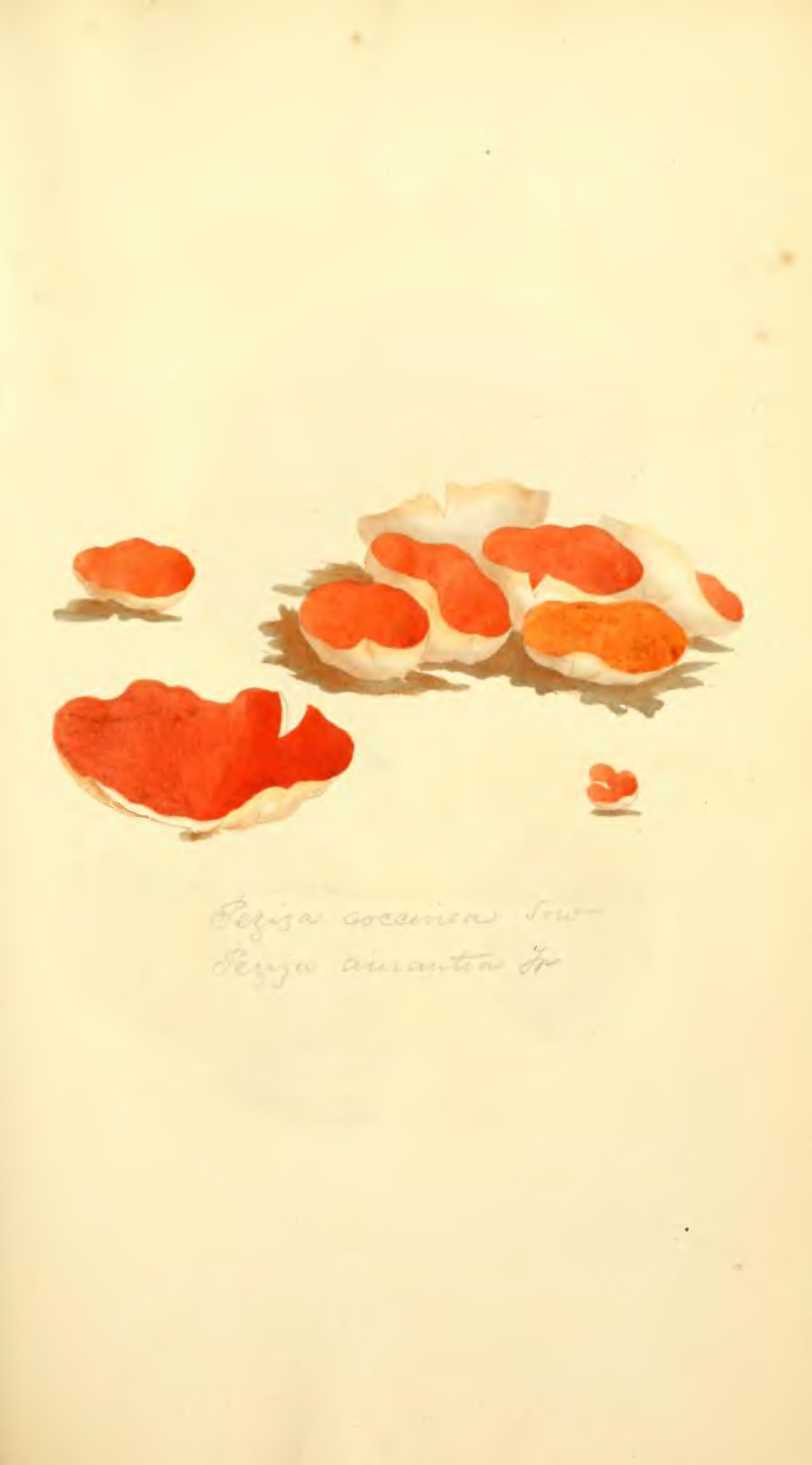
Az 1797-es Coloured Figures of English Fungi or Mushrooms-ban